# Rachesa nisa
Rachesa nisa är en fjärilsart som beskrevs av Druce 1904. Rachesa nisa ingår i släktet Rachesa och familjen påfågelsspinnare. Inga underarter finns listade.